# Jason Dufner
Jason Christopher Dufner, né le 24 mars 1977 à Cleveland (États-Unis), est un golfeur américain. Professionnel depuis 2000, il évolue sur le PGA Tour. Il remporte un titre du grand chelem lors de l'édition 2013 du Championnat de la PGA.

## Biographie
À Fort Worth (Texas), il vise un troisième titre en un mois sur le circuit nord-américain (PGA), conservant la tête du tournoi Colonial mais ne comptait plus qu'un coup d'avance à l'issue du 3e tour. L'Américain Zach Johnson remporte finalement le tournoi en coiffant son compatriote d'un coup.
Pour la trente-neuvième de la Ryder Cup, lors de l'édition de 2012 disputée sur le parcours du Medinah Country Club de Chicago, Jason Dufner est d'abord associé à Zach Johnson, les Américains s'imposant 3 et 2 face à la paire européenne composée de Francesco Molinari et Lee Westwood dans le Foursome. Le lendemain, la même paire s'impose 2 et 1 face à la paire européenne Nicolas Colsaerts et Sergio García. Toujours associé à Zach Johnson, il s'incline dans le fourball face à Ian Poulter et Rory McIlroy sur le score de 1up. Dans les simples du dimanche, le capitaine Davis Love III programme Jason dans la neuvième rencontre face au suédois Peter Hanson, rencontre où il s'impose par deux à zéro.
Après avoir échoué en playoffs face à son compatriote Keegan Bradley lors de l'édition de 2011, il remporte le premier titre en grand chelem de sa carrière lors du Championnat de la PGA 2013 en devançant de deux coups Jim Furyk.
Il remporte sa victoire suivante en janvier 2016, après deux trous de playoff, au CareerBuilder Challenge. En juin 2017, il remporte sa 5e victoire au Memorial Tournament

## Palmarès

### Victoires sur le PGA Tour
| No. | Date            | Tournoi                       | Score victorieux | Au par | Marge de victoire | Second(s)                    |
| --- | --------------- | ----------------------------- | ---------------- | ------ | ----------------- | ---------------------------- |
| 1   | 29 avril 2012   | Zurich Classic of New Orleans | 67-65-67-70=269  | –19    | Playoff           | Ernie Els                    |
| 2   | 20 mai 2012     | HP Byron Nelson Championship  | 67-66-69-67=269  | –11    | 1 coup            | Dicky Pride                  |
| 3   | 11 août 2013    | USPGA                         | 68-63-71-68=270  | –10    | 2 coups           | Jim Furyk                    |
| 4   | 24 janvier 2016 | CareerBuilder Challenge       | 64-65-64-70=263  | –25    | Playoff           | David Lingmerth              |
| 5   | 4 juin 2017     | Memorial Tournament           | 65-65-77-68=275  | -13    | 3 coups           | Anirban Lahiri Rickie Fowler |

PGA Tour playoff record 
| No. | Année | Tournoi                       | Opposant        | Résultat                                                                                   |
| --- | ----- | ----------------------------- | --------------- | ------------------------------------------------------------------------------------------ |
| 1   | 2011  | Phoenix Open                  | Mark Wilson     | Défaite sur le deuxième trou de playoff.                                                   |
| 2   | 2011  | USPGA                         | Keegan Bradley  | Défaite sur un playoff disputé en trois trous : Bradley 3-3-4=10 (–1), Dufner 4-4-3=11 (E) |
| 3   | 2012  | Zurich Classic of New Orleans | Ernie Els       | Victoire grâce à un birdie sur le deuxième trou de playoff.                                |
| 4   | 2016  | CareerBuilder Challenge       | David Lingmerth | Victoire grâce à un par sur le deuxième trou de playoff.                                   |

### Résultats en Ryder Cup
| Édition        | Score                                               | Score individuel                  |
| -------------- | --------------------------------------------------- | --------------------------------- |
| Ryder Cup 2012 | Défaite face à l'Europe sur le score de 13 ½ à 14 ½ | 4 matches, 3 victoires, 1 défaite |